# Los Navalmorales
Los Navalmorales település Spanyolországban, Toledo tartományban. Los Navalmorales Santa Ana de Pusa, San Martín de Pusa, Villarejo de Montalbán, Navahermosa, Hontanar és Los Navalucillos községekkel határos. Lakosainak száma 2120 fő (2024).

## Népesség
A település népessége az utóbbi években az alábbiak szerint változott:
| Lakosok száma | 2611 | 2720 | 2791 | 2773 | 2872 | 2835 | 2617 | 2518 | 2163 | 2120 |
|               | 2001 | 2004 | 2007 | 2009 | 2012 | 2014 | 2017 | 2019 | 2022 | 2024 |